# 余裕派
余裕派（よゆうは）、または彽徊派（ていかいは）、俳諧派（はいかいは）、写生文派、写生派は、戦前の日本文学の流派の一つ。余裕派という名称は、夏目漱石が高浜虚子の小説『鶏頭』の序文で「余裕のある小説」と書いたことに由来する。

## 概要
正岡子規の写生文に始まり、夏目漱石とその門下の作家を中心とする一派であった。
人生に対して余裕を持って望み、高踏的な見方で物事を捉えるという、「低徊趣味的」（漱石の造語）な要素を含む。
森鷗外ら『スバル』『三田文学』などによった作家も分類されることもあり、次第に反自然主義の一派と同視され、その境界線は曖昧になっていった。

## 余裕派とされる人物
- 夏目漱石[1][2]
- 高浜虚子[1][2]
- 鈴木三重吉[1][2]
- 寺田寅彦[1]
- 正岡子規[3]